# スプラッシュアソシエイツ
スプラッシュアソシエイツ（SPLASH ASSOCIATES）は、神奈川県横浜市に所在する日本の芸能事務所。
DVD販売も行っている。
モデルエージェンシーである「スプラッシュ」との関係性はない。

## 所属タレント
- 池田良

## DVD販売
- ghost dance ゴースト・ダンス

2007年12月31日発売開始。ASIN B000Y6COMC

## 過去の所属タレント
- 黒田アーサー
- 小橋賢児